# Pfarrkirche Leogang

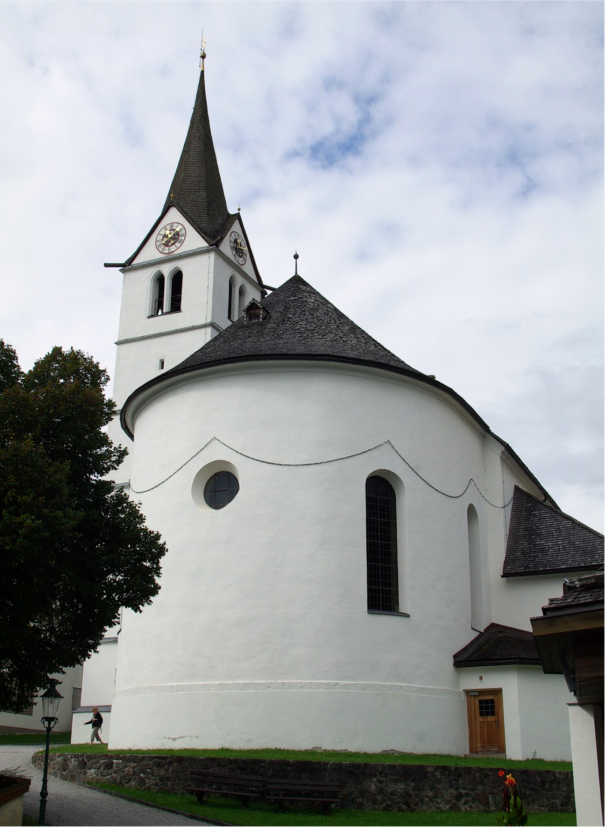
Katholische Pfarrkirche hl. Leonhard in Leogang, das Attribut Kette ist an der Fassade hängend erkennbar

Die Pfarrkirche Leogang steht auf einer Hangstufe in der Dorfmitte der Gemeinde Leogang im Bezirk Zell am See im Land Salzburg. Die auf das Patrozinium Leonhard von Limoges geweihte  römisch-katholische Pfarrkirche gehört zum Dekanat Saalfelden in der Erzdiözese Salzburg. Das Kirchengebäude steht unter Denkmalschutz (Listeneintrag).

## Geschichte
Urkundlich wurde 1323 eine Kirche genannt. 1745 erfolgte nach den Plänen des Baumeisters Jakob Singer ein barocker Neubau, der gotische Turm wurde erhalten. Die Kirche wurde 1754 geweiht. 1858 wurde die Kirche zur Pfarrkirche erhoben. 1956 und 1973 wurde die Kirche restauriert.

## Architektur
Kirchenäußeres
An das außen schlichte Langhaus unter einem Schindelsatteldach mit Rundbogenfenstern schließt eine nur gering eingezogene Rundapsis an. Im Norden ist eine zweigeschoßige Sakristei angebaut, gegenüber im Süden steht der gotische sechsgeschoßige Turm mit doppelspitzbogigen Schallfenstern mit einem schindelgedeckten Spitzgiebelhelm. Die Kirche hat einen umlaufenden Sockel, welcher am Sakristeianbau nur gemalt ist. Um das Langhaus und den Turm hängt als Schmuck eine eiserne Kette aus der zweiten Hälfte des 18. Jahrhunderts, Kettenring und Schloss sind an der schindelverkleideten Westfront mit der Jahresangabe 1801. Zwischen Turm und Langhaus befindet sich eine Kapelle mit einer Lourdesgrotte aus dem 20. Jahrhundert.
Kircheninneres
An das vierjochige Langhaus schließt ein einjochiger Chor – um drei Stufen erhöht – mit einem halbrunden Schluss an. Die Tonnengewölbe mit Stichkappen ruhen auf Wandpfeilern mit Sockeln und Kapitellen. Die barocken Stukkaturen schuf Kassian Singer, die Deckenfresken schuf Christoph Anton Mayr (1755), im Langhaus Szenen aus dem Leben des hl. Leonhard, im Chor Szenen aus dem Alten Testament mit eucharistischer Thematik, im Mittelbild die Hll. Ägyd und Leonhard als Fürbitter mit Chronogramm 1745. Am Chorbogen zeigt eine Kartusche die Jahresangaben 1323, 1745, 1956, 1973. Die Westempore ist zweigeschoßig.

## Ausstattung
Den Hochaltar baute der Tischler Veit Häusl (1754) und zeigt das Gnadenbild Maria vom Guten Rat, welches 1764 vom linken Seitenaltar auf den Hochaltar übertragen wurde. Das ursprüngliche Hochaltarbild mit den Sieben Zufluchten befindet sich heute im Dommuseum Salzburg.
Die Orgel baute Albert Mauracher (1886). Eine Glocke nennt Josef Erhart 1486.